# Claudio Huepe Minoletti
Claudio Alberto Huepe Minoletti (Santiago, 7 de agosto de 1966) es un ingeniero comercial chileno especialista en recursos naturales, energía y desarrollo sostenible.  Entre marzo y septiembre de 2022, se desempeñó como ministro de Energía de su país bajo el gobierno del presidente Gabriel Boric.

## Familia y estudios
Hijo de Gilda Minoletti Scaramelli y del político demócrata cristiano Claudio Huepe García, quien fuera diputado entre 1990 y 1994, y ministro Secretario General de Gobierno durante el gobierno del presidente Ricardo Lagos, realizó sus estudios superiores en la carrera de ingeniería comercial en la Pontificia Universidad Católica (PUC), y luego cursó un magíster en economía en la misma casa de estudios. También obtuvo un máster en economía de los recursos naturales y del medio ambiente en la University College de Londres, Inglaterra.   Estuvo casado con Daniela Marinovic Chodowiecki (fallecida en 2012).

## Trayectoria profesional
Ha ejercido su profesión en el sector público y privado. Durante el gobierno del presidente Patricio Aylwin, trabajó en el Ministerio de Minería (1992-1994) en la Unidad Ambiental  de la cual fue nombrado jefe a comienzos del gobierno de Eduardo Frei Posteriormente, se desempeñó como consultor privado y desde 2007 como jefe del área de estudios de la Comisión Nacional de Energía (CNE) durante el primer mandato de la presidenta Michelle Bachelet bajo Marcelo Tokman.
En febrero de 2010 fue nombrado jefe de la División de Prospectiva y Política del nasciente Ministerio de Energía, cargo que continuó durante el primer mandato del presidente Sebastián Piñera hasta el año 2011
Fue director del Centro de Energía y Desarrollo Sustentable de la Universidad Diego Portales (UDP) y académico de dicha institución hasta el año 2024.

## Trayectoria política
Fue militante del partido Convergencia Social (CS), entre 2020 y 2023.  En enero de 2022 fue designado por el entonces presidente electo Gabriel Boric, como titular de la Ministerio de Energía, función que asumió el 11 de marzo de dicho año, con el inicio formal de la administración.